# Uniti
Uniti – dawny szwedzki startup planujący bez powodzenia produkcję elektrycznych samochodów, z siedzibą w Lund, działający w latach 2016–2022.

## Historia

### Początki i plany
Pomysł stworzenia niewielkiego, taniego samochodu elektrycznego po raz pierwszy pojawił się na szwedzkim uniwersytecie Lund w 2016 roku, doprowadzając jeszcze w tym samym roku do powstania start-upu Uniti. Za pomocą środków z platform crowdfundingowych zebrano fundusze na rozpoczęcie działalności, przechodząc do prac konstrukcyjnych nad planowanym pojazdem. W 2016 roku w trakcie targów CeBit zaprezentowano kokpit auta, z zaawansowaną technologią head up display. Na początku 2017 opracowano pierwszy projekt nadwozia, który z końcem roku doprowadził do prezentacji przedprodukcyjnego prototypu Uniti One.
Uniti przygotowało ambitną kampanię promocyjną, a także poszukiwania dużych partnerów do udanego wprowadzenia One do seryjnej produkcji. Początkowo, w 2017 roku, niemiecki gigant technologiczny Siemens miał pomóc w uruchomieniu jej w Malmö, by w kolejnym porozumienie upadło i partnera szukano gdzie indziej - w Wielkiej Brytanii. W tym samym roku też próbowano też szukać inwestorów w Indiach, zawierając nic nie przynoszącą ostatecznie umowę o lokalnej dystrybucji z firmą Bird. W październiku 2019 przedstawiono ostateczny, produkcyjny egzemplarz Uniti One. Produkcja miała rozpocząć się w 2020 roku.

### Upadek projektu i kontrowersje
Ostatnim przełomem w historii projektu One było rozpoczęcie zbierania zamówień w październiku 2019 za pośrednictwem strony internetowej startupu, po czym nie podzielono się jakimikolwiek aktualizacjami przez kolejne półtora roku, po cichu zarzucając go w międzyczasie. W połowie 2021 roku Lewis Horne niespodziewanie przedstawił podczas spotkania z inwesotami zupełnie inny model o nazwie Uniti Zero. Wywołało to konsternacje zarówno wśród dotychczas finansujących Uniti, jak i szwedzkich mediów - wykazano bowiem, że model jest niczym innym jak chińskim mikrosamochodem Zhidou Z3 z innym przednim zderzakiem oraz malowaniem nadwozia, nie mającym nic wspólnego z poprzednim projektem będącym przedmiotem inwestycji start-upu. Sytuacja ta była preludium do kolejnych, postępujących kłopotów Uniti: z powodu pandemii COVID-19 firma popadła w pogłębiające się zaległości finansowe, w listopadzie 2021 nie uzyskując planowanego kredytu i przeprowadzając masowe zwolnienia w zespole. Ostatecznie, w kwietniu 2022 Uniti ogłosiło brak płynności finansowej i ogłosiło upadłość.

## Modele samochodów

### Rozwijane projekty
- One

### Historyczne
- Zero (2021)